# Houtermans (cráter)

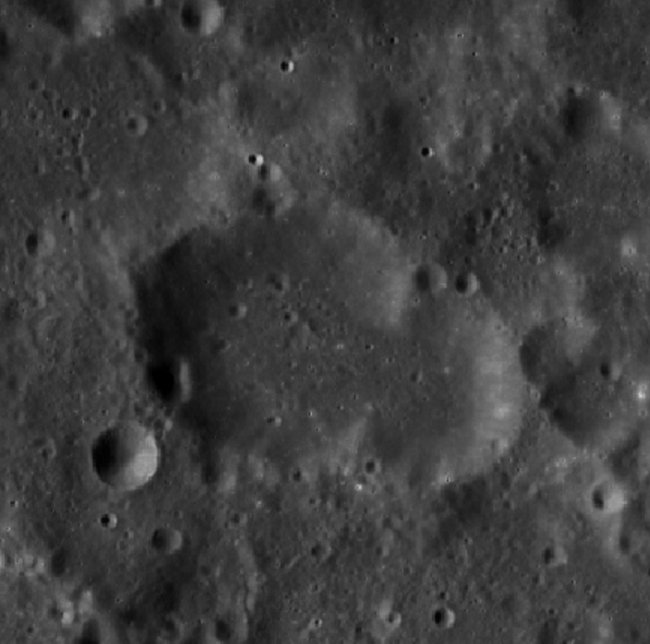
Fotografía de la misión
Lunar Reconnaissance Orbiter

Houtermans es un cráter de impacto que se encuentra junto a la extremidad oriental de la Luna, en la región de la superficie donde la visibilidad es afectada por la libración. Se halla al este del cráter Kreiken, y al sur de la pareja de cráteres emparejados Helmert y Kao.
Se trata de una formación alargada creada por dos o más cráteres fusionados, cuya longitud es dos veces más amplia en longitud que en latitud, con el eje más largo orientado hacia el oeste-noroeste. El borde está desgastado y erosionado, con un diminuto cráter a en la parte más septentrional del brocal y una protuberancia hacia el interior en la mitad norte del borde interior, que ocupa alrededor del 60% de la distancia de oeste a este. El suelo interior es carece prácticamente de elementos característicos, con solo unos impactos diminutos.
|  |